# Schwein oder Nichtschwein
Schwein oder Nichtschwein (Originaltitel: Pigs have Wings) ist ein komischer Roman des britisch-amerikanischen Schriftstellers P. G. Wodehouse, der zu der Blandings Castle-Saga mit Lord Emsworth, Galahad Threepwood, dem Mastschwein Kaiserin von Blandings und Butler Beach als wesentliche Protagonisten gehört. Im Werk von Wodehouse ist es der siebte Roman, der auf Blandings Castle spielt.
Lord Emsworth rivalisiert erneut in der Kategorie Mastschwein mit seinem Nachbarn, dem schwergewichtigen Sir Gregory Parsloe-Parsloe, um die höchste Auszeichnung der landwirtschaftlichen Ausstellung von Shropshire. Eigentlich soll Emsworths Lieblingsschwein, die Kaiserin von Blandings, ein drittes Mal in Folge gewinnen, doch es scheint, als plane Sir Gregory mit finsteren Machenschaften ihr den Sieg zu nehmen. Gleichzeitig gibt es auf Blandings Castle mehrere Liebesverwicklungen, die der wie immer einfallsreiche Galahad zu einem glücklichen Ende bringt.
Der Roman erschien zwischen dem 16. August und 20. September 1952 zunächst als Fortsetzungsgeschichte im US-amerikanischen Magazin Collier's Weekly. Am 16. Oktober 1952 brachte der Verlag Doubleday die Erzählung in Buchform auf den US-Markt und noch im selben Monat kam sie auf dem britischen Buchmarkt heraus.

## Handlung

### Ausgangslage
Die Nachricht, dass der auf Matchingham ansässige Nachbar Sir Gregor Parsloe-Parsloe heimtückisch in Kent ein ausgesprochen großes, fettes Mastschwein erworben hat, das er auf der kommenden landwirtschaftlichen Ausstellung von Shropshire ausstellen wird, löst auf Blandings Castle große Aufregung aus. Lord Emsworth befürchtet, dass es ihm nun versagt bleibt, ein drittes Mal in Folge mit seinem Lieblingsschwein, der Kaiserin von Blandings, die Siegermedaille in der Kategorie Mastschwein zu gewinnen. Sein Bruder Galahad und sein Butler Beach haben dagegen eher finanzielle Sorgen; Sie haben beide nicht unerhebliche Beträge darauf gesetzt, dass die Kaiserin auch dieses Mal den Sieg davon tragen wird.
Sir Gregory dagegen kommt gerade zu der Einschätzung, dass seine Verlobung mit Gloria Salt möglicherweise voreilig gewesen sei. Die durchtrainierte Tennisspielerin hat ihren übergewichtigen Anverlobten auf eine strenge Diät gesetzt. Er sucht Rat bei Lady Constance Keeble, Lord Emsworths energischster Schwester und eine der wenigen Personen auf Blandings Castle, die ihm gegenüber aufgeschlossen ist. Lady Constance empfiehlt ihm „Slimmo“, einen der neuesten Diätgetränke, um sein Gewicht zu reduzieren. Um sich nicht selbst die Blöße zu geben, in der Apotheke dieses Mittel zu erwerben, beauftragt Sir Gregory mit der Besorgung von gleich sechs Großpackungen „Slimmo“ seinen Butler Binstead. Nichts an der Gestalt von Butler Binstead deutet darauf hin, dass er selbst solche Mittel benötigt:

„Dieser Binstead gehört zu jenen jungen und munteren Butlern, bei deren Begegnung man fühlt, dass sie im tiefsten und heiligsten Sinne gar keine Butler sind, sondern lediglich glorifizierte Lakaien. Er hatte nichts von Beachs gemessener Majestät, sondern war schlank und forsch. Obwohl man der Gerechtigkeit halber anmerken muss, dass er bis jetzt noch nie ein so extremes Verhalten an den Tag gelegt hatte, sah er aus, als wäre er fähig, jeden Moment ein Rad zu schlagen oder das Treppengeländer herunterzurutschen.“

Der gravitätische Butler Beach von Blandings Castle ist seit einiger Zeit ebenfalls beunruhigt über seine Gewichtszunahme und wird bei dem Erwerb von einer Flasche „Slimmo“ Ohrenzeuge, wie Butler Binstead eine Großbestellung für dasselbe Mittel aufgibt. Menge und bestellende Person lassen nach Ansicht von Galahad und Butler Beach nur einen Schluss zu: Die Käufe sind dafür bestimmt, das Blandings Castle-Mastschwein außer Gefecht zu setzen, damit das Matchingham-Schwein den Preis heimtragen wird. Zu allem Überfluss stellt sich auch noch Monica Simmons, der die Versorgung der Kaiserin von Blandings anvertraut ist, als eine Nichte von Sir Gregory heraus. Der nun sehr besorgte Galahad beschließt darauf hin, Butler Beachs Nichte Maudie Stubbs nach Blanding Castle zu holen. Maudie Stubbs, durch vieles charakterisiert, was man als „Nur für Erwachsene“ bezeichnen kann, hat eine abenteuerliche Vergangenheit hinter sich. Von zu Hause durchgebrannt hat die kurvenreiche Maudie unter dem Künstlernamen Maudie Montrose in einer Bar gearbeitet, wo sie sich zu einer ausgesprochen beliebten Bardame entwickelte. Galahad kennt sie aus jenen Jahren – und auch Sir Gregory, der damals noch verarmt war und keinen Adelstitel trug, war ein Verehrer der Dame. Maudie Stubbs ist mittlerweile ein zweites Mal verwitwet – von ihrem zweiten verstorbenen Ehemann hat sie eine Privatdetektei geerbt und als Privatdetektivin wird sie von Galahad angeheuert, um Angriffe auf die Kaiserin von Blandings abzuwehren. Auf Blandings Castle führt er sie als Mrs. Bunbury ein, die angeblich eine alte Freundin des amerikanischen Hundekuchenfabrikantens Donaldson sei. Donaldson wiederum ist der Schwiegervater von Lord Emsworths Sohn Freddie. Seine jüngste Tochter Penny ist derzeit auf Blandings Castle zu Gast.

### Liebesverwicklungen
Penny Donaldson hat selbst im Moment einige Schwierigkeiten und kooperiert daher willig mit Galahad, Maudie Stubbs als Mrs. Bunbury auf Blandings Castle einzuführen. Sie ist in den mittellosen Schriftsteller Jerry Vail verliebt, eine Partnerwahl, die Gefahr läuft, an der Mittellosigkeit des Auserwählten zu scheitern. Sollte es ihm gelingen, jemanden zu finden, der ihm 2000 Pfund leiht, besteht für ihn die Möglichkeit, sich in einen privaten Klinikbetrieb einzukaufen. Das könnte ihm die finanzielle Unabhängigkeit verschaffen, die notwendig ist, um endlich um Penny Donaldson Hand anhalten zu können. Ein Missverständnis führt jedoch erst einmal zu einem Zerwürfnis zwischen den beiden Liebenden. Penny Donaldson ist für einen Tag nach London gereist und hofft darauf, unter einem Vorwand sich der Aufsicht von Lady Constance Keeble entziehen zu können und heimlich mit Jerry Vail essen zu gehen. Der muss aber genau diese Verabredung absagen, um seine alte Bekannte, die Tennisspielerin Gloria Salt, zu treffen, die ihn damit lockt, dass sie eine Idee habe, wie er an die 2000 Pfund kommt, die er so dringend benötigt. Ihr Vorschlag ist es, dass er Lord Emsworths neuer Privatsekretär werde. Wenn er sich nur hinreichend schweineinteressiert zeige, werde genau dieser Lord Emsworth ihm sicherlich das notwendige Geld leihen. Sein Treffen mit Gloria Salt bleibt nicht unbeobachtet. Da ihre Verabredung platzte, lässt Penny Donaldson es zu, dass Lord Vosper sie zum Abendessen ausführt, mit dem Lady Constance sie verheiraten möchte. Im Restaurant sieht sie ihren Auserwählten mit einer fremden attraktiven Frau und stimmt nun der von ihrer angeheirateten Tante Lady Constance so lange schon angestrebten Verlobung mit Lord Vosper zu.
Jerry Vail wird tatsächlich Privatsekretär bei Lord Emsworth und muss dort feststellen, dass seine Auserwählte sich in einem Akt der Eifersucht leichtsinnig mit einem anderen verlobt hat. Das Missverständnis zwischen den zweien ist schnell aufgeklärt. Penny kann sich jedoch so einfach nicht wieder entloben. Lady Constance, die glücklich ist, sie mit einem standesgemäßen Partner versorgt zu haben, würde andernfalls Penny zurück zu ihrer US-amerikanischen Familie schicken und so die beiden Liebenden trennen. Lord Vosper ist über seine Verlobung mit Penny Donaldson ebenfalls nicht glücklich – er begegnet auf Blandings Castle Gloria Salt wieder, in die er einst verliebt war. Ein leichtfertiger Streit auf dem Tennisplatz hat die zwei vor mehreren Jahren auseinander gebracht. Die Begegnung lässt die Liebe zwischen den zweien wieder aufflammen. Doch als Harrow-Schüler kann er sein Wort gegenüber Penny nicht so einfach brechen.

### Auflösung
Das Problem der beiden so unwillig miteinander Verlobten wird durch Galahad aufgelöst: Er klärt Lord Vosper darüber auf, wie sehr Penny es bedauert, die Verlobung mit ihm eingegangen zu sein. Gloria Salt wiederum löst per Brief ihre Verlobung mit Sir Gregory auf, der darüber sehr erleichtert ist, und gemeinsam mit Lord Vosper zieht sie es vor, klammheimlich von Blandings Castle zu verschwinden. Lady Constance, deren Missmut man fürchtet, soll durch einen Brief nach der Hochzeit informiert werden.
Das plötzliche Auftauchen von Sir Gregorys Schweinehüter George Cyril Wellbeloved vor den Toren von Blandings Castle verschafft Galahad auch die Gelegenheit, Maßnahmen zu ergreifen, die den Sieg in der Kategorie „Mastschwein“ auf der nächsten Ausstellung sichern könnte. Der dem Alkoholgenuss sehr zugeneigte Schweinehüter Wellbeloved war einst der Betreuer der Kaiserin von Blandings. Die Verlockungen eines höheren Gehalts ließen ihn in das Lager von Sir Gregory wechseln und er betreut jetzt das Mastschwein Rosa, den Stolz von Matchingham. Der Siegwille von Sir Gregory hat jedoch dazu geführt, dass Schweinehüter Wellbeloved derzeit Alkoholverbot hat – ein Verbot, das dazu führt, dass in keinem der Pubs rund um Matchingham Wellbeloved ein alkoholisches Getränk serviert wird. Die Verzweiflung darüber hat ihn nach Blandings Castle getrieben, wo Galahad und Butler Beach ihm bereitwillig entgegenkommen. Während Butler Beach Wellbeloved reichlich mit Alkohol versorgt, stiehlt Galahad Rosa, den Stolz von Matchingham und sperrt dieses in einer Wildhüterhütte ein. Als Wellbeloved bei seiner Rückkehr nach Matchingham einen leeren Stall vorfindet, stiehlt dieser wiederum die Kaiserin von Blanding und sperrt sie in Rosas Stall. Sir Gregory soll so verborgen bleiben, dass sein Schwein entwendet wurde. Er findet auch schnell heraus, wo Rosa gefangen gehalten wird, weil er Beach folgt, der ihr Futter bringt. Galahad wird schnell klar, dass Wellbeloved das Versteck kennt. Das Schwein wird deshalb in der Küche eines Häuschen untergebracht, das vermietet werden soll.
Währenddessen sinniert Lord Emsworth über Maudie Stubbs nach. Seine Versuche, Maudie bei einem Tête-à-tête von seiner Zuneigung zu ihr zu überzeugen, sind gescheitert:
Er stand still und machte „Äh“
Wiederum trat Stille ein.
„Der Mond“, sagte Lord Emsworth, indem er auf ihn zeigte.
„Ja“, sagte Maudie.
„Hell“, sagte Lord Emsworth und zollte ihm damit einen wohlverdienten Tribut.
„Ja“, sagte Maudie.
„Sehr hell“, sagte Lord Emsworth. „Oh ja, sehr, sehr hell“. Er schien einen Moment lang im Begriff, sanft plätschernd zu konversieren. Aber die Inspiration verließ ihn und mit einem „Genau, genau“ verschwand er wieder.
Lord Emsworth zieht es daraufhin vor, in einem Brief um Maudie zu werben, den sie in ihrem Zimmer vorfinden soll. Wenig später klärt Galahad Lord Emsworth über die wahre Identität von Maudie auf. Lord Emsworth, von dem Gedanken erschüttert, nach einer Heirat mit Maudie seinen Butler Beach Onkel Sebastian nennen zu müssen, beauftragt seinen Privatsekretär Jerry Vail, den Brief wieder zurückholen. Der dabei von Lady Constance ertappte Jerry wird von ihr sofort entlassen. Damit Jerry seiner Penny weiterhin nahe ist, mietet er sich im Dorf ein und wählt dabei ausgerechnet jenes Haus, in dessen Küche sich derzeit noch das Schwein Rosa, Stolz von Matchingham, befindet.
Parallel zu diesen Entwicklungen auf Blandings Castle hat Maudie Stubbs Matchingham aufgesucht. Als Bardame kannte sie den damals noch verarmten Sir Gregory, der noch keinen Adelstitel ererbt hatte. Die beiden hatten nicht nur eine Beziehung miteinander, sondern wollten auch heiraten. Sie will Sir Gregory jetzt die Meinung sagen, denn sie hat damals vor der Kirchentür vergeblich auf ihn als Bräutigam gewartet. Es stellt sich heraus, dass beiden das gleiche widerfahren ist – es gab ein Missverständnis über den Tag der Hochzeit. Beide entdecken auch, dass ihre Gefühle füreinander noch lange nicht erloschen sind.
Galahad dagegen eilt zu dem Häuschen, das Jerry gemietet hat, um zu verhindern, dass dieser dort auf das Schwein stößt. Dies ist aber längst passiert und nicht nur dieses: Aus Furcht, selbst des Schweinediebstahls bezichtigt zu werden, hat Jerry in den späten Abendstunden zunächst den Schweinehüter Wellbeloved und wenig später auch einen Polizisten am Betreten der Küche gehindert. Galahad bringt daraufhin noch in der Nacht Rosa zurück nach Matchingham, findet dort die Kaiserin von Blandings in ihrem Stall, tauscht die beiden Schweine gegeneinander aus und sperrt dann die Kaiserin in der Küche des Häuschens ein. Butler Beach sorgt dafür, dass sich die Kaiserin in der Küche wohl fühlt und wird dort am nächsten Morgen verhaftet. Schweinehüter Wellbeloved hat am Abend zuvor seine Rosa am Grunzen erkannt und Sir Gregory darüber informiert, dass sein Schwein entführt sei. Sir Gregory hat daraufhin die Verhaftung veranlasst. Zur Schande von Sir Gregory stellt sich das Schwein, das in der Küche des von Jerry gemieteten Häuschens steht, jedoch als die Kaiserin von Blandings heraus. Galahad sorgt nun dafür, dass Lord Emsworth Jerry tatsächlich 2000 Pfund als Dank für seine Beherbung der Kaiserin zahlt. Und auch Butler Beach wird für seine Verhaftung entschädigt. Unter dem Vorwand, dass Beach plane, Sir Gregory wegen unrechtmäßigem Freiheitsentzug zu verklagen, überzeugt Galahad seine skandalscheuende Schwester davon, an Beach 500 Pfund als Schweigegeld zu zahlen.

## Trivia
- Mrs. Bunbury, dem Namen, unter dem Maudie Stubbs auf Blandings Castle eingeführt ist, ist Oscar Wildes Theaterstück The Importance of Being Earnest entlehnt.
- Maudie Stubbs ist nicht die einzige, im Alter schon leicht fortgeschrittene Frau, deren Figur P. G. Wodehouse mit Mae West vergleicht. Bertie Woosters rotgesichtige, fuchsjagdliebende Tante Dahlia ist mit einer vergleichbaren Figur ausgestattet.

## Einzelbelege
1. ↑  Wodehouse: Schwein oder Nichtschwein. S. 14
2. ↑  Wodehouse, Schwein oder Nichtschwein. Übersetzung von Christiane Trabant Rommel, S. 43
3. ↑  P. G. Wodehouse: Schwein oder Nichtschwein, S. 75.
4. ↑  P. G. Wodehouse: Schwein oder Nichtschwein. S. 102.  Übersetzung von Christiane Trabant-Rommel.